# Бенін

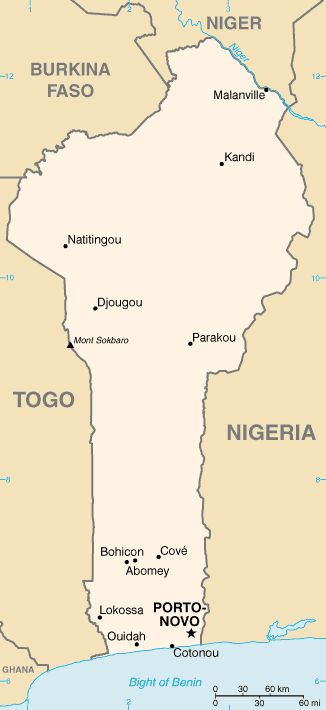
Карта Беніну

Респу́бліка Бені́н — держава на заході Африки, що межує на сході з Нігерією, півночі з Нігером і Буркіна-Фасо, на заході з Того, південь країни омивається Гвінейською затокою. Площа країни становить 112,6 тис. км². Населення сягає оціночно 8,4 млн осіб. Столиця — Порто-Ново.

## Назва
Офіційна назва — Республіка Бенін (фр. Republique du Benin). Назва країни походить від держави Бенін (Edo-Bini; фр. Bénin), що розташовувалась у приатлантичній частині в XII—XIX століттях і яку португальські, а пізніше й французькі колонізатори з XVII століття називали Дагомея (фр. Dahomey), запозичене з мови фон, найчисельнішої етнічної групи, що її населяла. Довгий час ця територія слугувала форпостом работоргівлі й неофіційно мала назву Невільницький берег. Сучасна назва офіційно запроваджена 1975 року на знак успадкування давніх традицій державотворення народів едо й біні, що у наш час утворюють єдину етнічну спільноту.

## Історія

### Середньовіччя

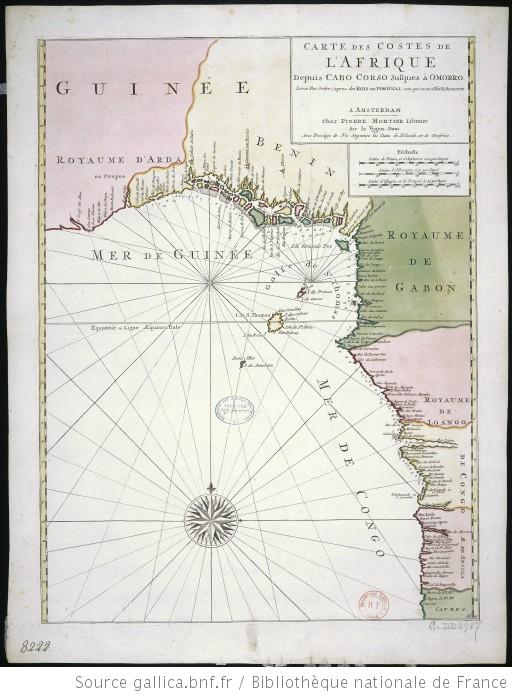
Карта узбережжя Бенінської затоки, XVII століття

Колишня назва країни Дагомея була запозичена від назви могутньої держави народу фон в XVII столітті зі столицею в Абомеї за 80 км від узбережжя. За переказами, в XII—XIII столітті частина народу аджа перемістилася сюди із західного берега річки Моно і заснувала село Аллада приблизно за 32 км від узбережжя затоки Бенін. Це поселення згодом стало столицею значної держави Велика Ардра, розквіт якого припав на XVI—XVII століття. До того часу інші групи аджа створили на узбережжі ще дві невеличких держави: на захід — Віда, а на схід — Аджаче. В основі розквіту цих держав була торгівля «живим товаром» з європейськими работорговцями. На початку XVII століття у Великій Ардрі почалися чвари стосовно питання наслідування престолу, і синам правителя Кокпона довелося покинути столицю Алладу. Натомість вони створили власні держави. Одна з них, Мала Ардра, розкинулась на узбережжі далі на південний схід від Великої. Згодом вона стала знана як Порто-Ново, за назвою португальської торгової факторії. Інша держава була заснована в зоні саван, на північ від тропічних лісів, і отримала назву Дагомея. Тут у результаті асиміляції прибульців аджа і місцевих йоруба (або наго) сформувався народ фон. Аж до кінця XVII століття збройні загони фон здійснювали набіги на невеликі племена, що мешкали на північ від Дагомеї з метою захоплення невільників і продажу їх європейським работоргівцям через посередників у Великій Ардрі і Віді. Дагомея отримала репутацію найбільшого невільничого ринку в Західній Африці. Звідси до 20 тис. рабів щорічно вирушали через морські порти на плантації Нового Світу. У 1720-ті роки правитель Агаджа спробував встановити прямий зв'язок із європейськими работорговцями, але наштовхнувся на опір посередників. Тоді він захопив чотири південних держави. Йому не вдалося підкорити тільки Порто-Ново, де за умови виплати данини збереглася колишня влада.
Успішні завоювання Агаджі мали й негативні наслідки, оскільки виник конфлікт із розташованою на півдні державою народу йоруба Ойо, до якої скинуті правителі звернулися за допомогою. Після захоплення Абомея армією йоруба в 1738 році Дагомея зберегла незалежність на умові виплати переможцям щорічної данини (вона надходила регулярно аж до падіння в 1820 році правлячої династії Ойо). Європейські торговці чинили опір спробам правителів Дагомеї нажитися на упорядкуванні работоргівлі, але врешті решт вони повернулись у свої торгові факторії в Віді і погодилися на встановлення суворого контролю над торговими операціями з боку влади країни.
Після відновлення експансії у північному напрямку приблизно в 1750 році Дагомея зіткнулася з сильною державою Ашанті і погодилася обмежити свій вплив районом Атакпаме (на території сучасного Того).

### Французька колонізація

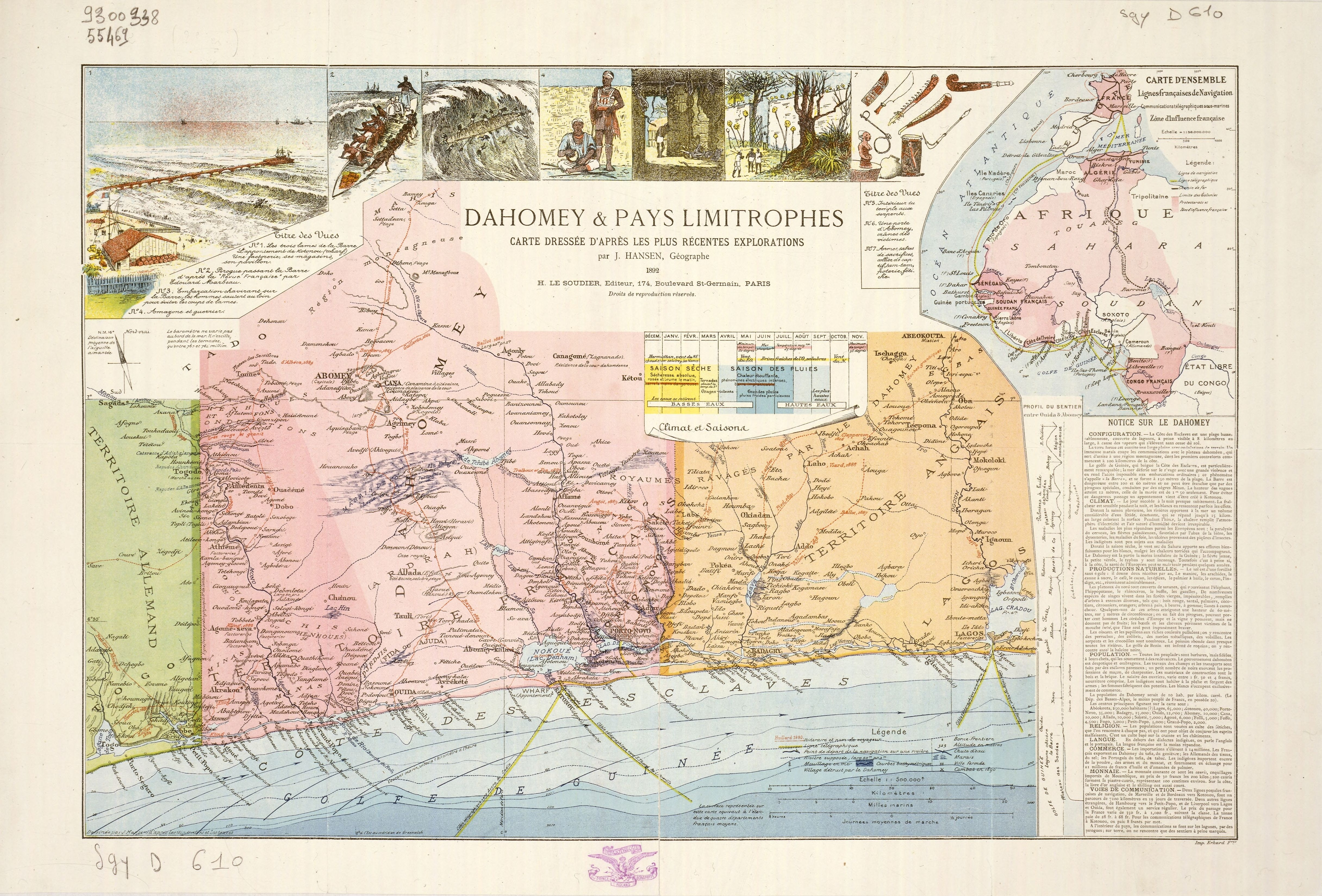
Територія Французької Дагомеї, 1892 рік

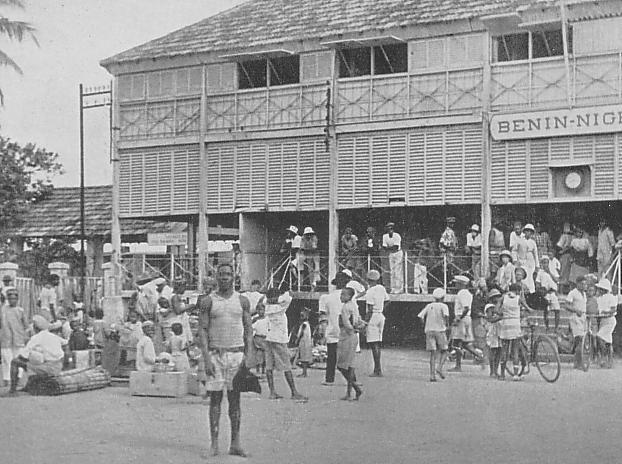
Станція в Котону, 1930 рік

На початку XIX століття вивіз рабів із Дагомеї скоротився до 10—12 тис. щорічно. Заборона работоргівлі в 1830-х роках довгий час ігнорувалося, аж до 1885 року. Правитель Дагомеї Гуезо знайшов нове джерело збагачення — пальмову олію. Вже на середину XX століття загальна площа насаджень сягнула понад 400 тис. га. Французька компанія «Віктор Режі і Сіпріен Фабр» допомогла налагодити виробництво. Гуезо, побоюючись англійської інтервенції, при посередництві представника цієї компанії в 1851 році уклав договір про союз із Францією.
Франко-англійське суперництво в районі Невільничого берега помітно загострилося після захоплення англійцями острова Лагос в 1861 році. Ще в 1857 році Франція створила форт у Гран-Попо, розташованому на захід від Віди. Спроби французів остаточно закріпитися в порту Котону зустріли протидію з боку наступників Гуезо. Водночас правителі Порто-Ново, що визнали французький протекторат в 1863 році, не змогли усунути свою залежність від правителів держави народу фон в Абомеї. За кілька десятиліть, особливо наприкінці 1880-х років, французам вдалося створити свою зону впливу в смузі між Того і Нігерією, що належали відповідно Німеччині і Великій Британії. У відповідь впливовий правитель Дагомеї Беханзіна в 1889—1890 роках здійснив напад на Котону, Гран-Попо і Порто-Ново. У 1892—1893 роках французькі війська захопили Дагомею. Держава Беханзіна була підкорена, а сам він вигнаний у 1894 році. Вся територія Дагомеї перейшла під протекторат Франції, а з 1900 року стала колонією.
Колоніальний режим розповсюдився на держави Порто-Ново у 1909 році і на короткочасно відновлену Велику Ардру в 1913 році. У внутрішніх частинах регіону Франція закріпилася в 1892—1900 роках, уклавши договори з вождями місцевих племен. Найвпливовішим із правителів північних земель, що підкорилися французам, був володар народу бариба, резиденція якого була розташована в Ніккі, на сході Дагомеї.
Колонія Дагомея була включена до складу Французької Західної Африки. Порто-Ново став новим адміністративним центром колонії, був побудований порт у Котону, який перетворився на торговий центр. Була збудована залізниця вздовж узбережжя і від неї — лінія протяжністю 438 км вглиб материка до Параку. Франція надавала підтримку католицьким місіям, які з XVII століття діяли у прибережних районах. Завдяки цьому вдалося створити широку мережу початкових шкіл. Протягом кількох десятиліть Дагомея постачала помічників місіонерів в інші колонії Французької Західної Африки.

### Незалежність

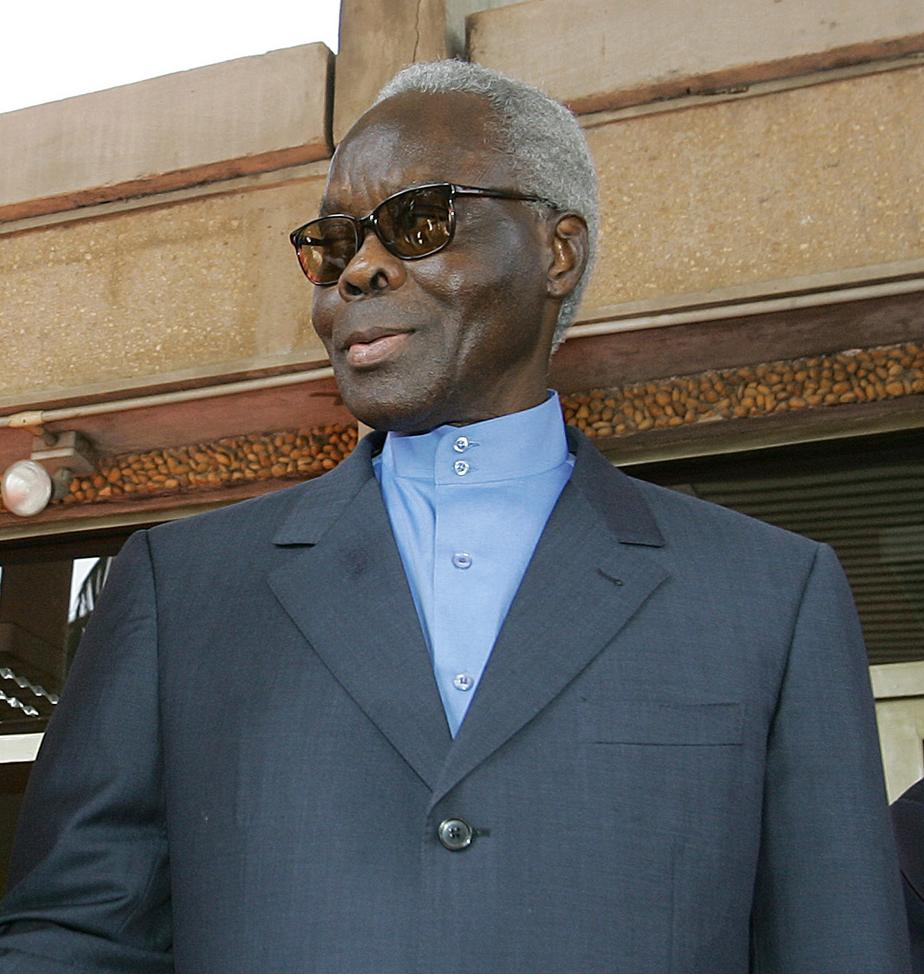
Матьє Кереку, 2006 рік

Після закінчення Другої світової війни Дагомеї було надано право на представництво у французькому парламенті. Дагомея у 1958 році отримала право на місцеве самоврядування як Республіка Дагомея в рамках Французької співдружності і право на створення власної Національної асамблеї. 1 серпня 1960 року була проголошена незалежна Республіка Дагомея (в 1975—1990 роках — Народна Республіка Бенін).
З місцевих політиків того часу найвідоміші Суран Міньян Апіті з Порто-Ново і Юбер Мага з Параку. З часу проголошення незалежності країни до них додався Жюстен Аомадегбе-Тометен, який представляв інтереси жителів регіонів Абомей і Котону. Жоден із цих політичних діячів не зміг поступитися своїми амбіціями, що загострювало політичну нестабільність у країні і полегшило захоплення влади полковником Крістофом Согло в жовтні 1963 і листопаді 1965 року, коли він поклав на себе президентські повноваження, але не зміг вирішити складні економічні проблеми країни і забезпечити її політичну стабільність. У грудні 1967 року його змістила група молодих офіцерів. У травні 1968 року провалилися призначені вибори президента країни, бо 74 % виборців відмовилися підтримати кандидатів військової хунти. Тоді офіцери призначили президентом країни колишнього міністра закордонних справ Еміля Зінсу, доручивши йому сформувати цивільний уряд. 1969 року в Дагомеї стався черговий військовий переворот, в результаті якого Е. Зінсу був зміщений зі свого поста. Після того як навесні наступного року знову були провалені президентські вибори, на батьківщину повернулися Мага, Апіті і Ахомадегбе. Вони швидко домовилися сформувати уряд національної єдності — Президентську раду, у якому кожен із них, починаючи з Маги, мав виконувати функції глави держави і уряду по черзі протягом двох років.
Період політичної нестабільності закінчився військовим режимом у 1973 році. Через кілька місяців після того, як настала черга Ахомадегбе очолити країну, владу в країні захопила військова хунта. Військовий переворот був організований майором Матьє Кереку. Кереку став президентом і очолив уряд, що складався лише з військових. Через 2 роки військовий режим сформував Партію народної революції Беніну (ПНРБ). З 1975 по 1989 роки (коли розчарований марксистською ідеологією уряд почав демократизацію бенінського суспільства) ця єдина в країні партія домінувала у політичному житті та управлінні державою. Кереку заявив про прихильність ідеям соціалізму і про намір створити «марксистсько-ленінську державу». Незабаром були націоналізовані більшість банків і промислових підприємств. Значно зміцнилися зв'язки Дагомеї з соціалістичними країнами, насамперед із Китаєм. У 1975 було ухвалено рішення про зміну колишньої назви країни і перейменуванні її в Народну Республіку Бенін. Військовий режим був замінений цивільним правлінням в 1977 році.
Схвалена виборцями в 1990 році нова конституція затвердила назву країни Республіка Бенін, легалізувала діяльність політичних партій і проклала шлях до багатопартійних виборів, перші з яких відбулися в 1991 році. Конституція передбачала прямі вибори президента на п'ятирічний термін і призначення прем'єр-міністра главою держави. На виборах, в яких взяли участь кандидати від 24 політичних партій та угруповань, перемогу здобув Кереку. На виборах 1996 року він був переобраний на другий п'ятирічний термін, отримавши 52,5 % голосів виборців у другому турі проти 47,5 % за Согло.

## Політична система
Бенін за формою правління є президентською республікою, глава держави — президент. Державний устрій — унітарна держава.
У 1977—1989 роках функції центральної структури управління державою виконували Національні революційні збори — однопалатний законодавчий орган Беніну. Революційні збори мали повноваження обирати президента країни, який очолював Національну виконавчу раду. 1990 року, 2 грудня, населення підтримало нову конституцію на референдумі, що передбачала створення Національних зборів у складі 83 депутатів — законодавчого органу, що обирається прямим голосуванням на 4 роки. Президенти з цього часу теж повинні були обиратися загальним прямим голосуванням на 5 років. 1991 року були проведені перші демократичні вибори президента.

### Парламент

#### Політичні партії
На парламентських виборах 30 березня 1997 року до парламенту Беніну пройшли наступні політичні партії:
- Відродження Беніну — 27 місць (33 %);
- Партія демократичного оновлення — 11 місць (13 %);
- Фронт за оновлення і розвиток — Алафія — 10 місць (12 %)[5].

### Судова влада
Діє Конституційний суд. Великий вплив на національну правову систему мало континентальне право.

### Зовнішня політика
Бенін — член Загальної афро-маврикійської організації (ОКАМА), Ради згоди, Економічного співтовариства країн Західної Африки (ЕКОВАС), Організації Африканської Єдності (ОАЄ), ООН, асоційований член ЄС.

#### Українсько-бенінські відносини
Уряд Беніну офіційно визнав незалежність України 9 січня 1992 року, дипломатичні відносини з Україною встановлено 10 квітня 1992 року. Дипломатичних і консульських представництв в Україні не створено, найближче посольство Беніну, що відає справами щодо України, знаходиться в Москві (Росія). Справами України в Бенін відає українське посольство в Нігерії. Почесний консул Республіки Бенін в Україні Пан Ахуну Вільям Едмонд Досса.

### Державна символіка
Державний прапор був затверджений 1 серпня 1990 року, після відсторонення марксистів від влади. Являє собою триколор панафриканських кольорів (зеленого — вертикальна смуга, жовтого — горизонтальна верхня смуга, червоного — горизонтальна нижня смуга).
Державний герб затверджений 1990 року. У срібному полі щита в першій чверті квадрата розташований замок у стилі Сомба (символ історії держави), у другій — Зірка Беніну (найвища нагорода Беніну), у третій — плавуче судно (символ, що означає прибуття європейців), у четвертій — пальма (головне джерело достатку країни).
Державний гімн, пісня на слова і музику Жільбера Жана Даньона «Світанок нового дня» (фр. L'Aube Nouvelle) затверджена в 1960 році після здобуття незалежності.

## Адміністративний поділ

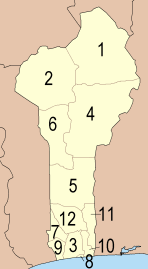
Департаменти Беніну

Адміністративно-територіальній поділ: 12 департаментів, 77 комун. 1999 року, під час адміністративної реформи, колишні 6 департаментів були розділені навпіл, так утворились сучасні 12.
Департаменти Беніну:
1. Аліборі (фр. Alibori), адміністративний центр у Канді (фр. Kandi);
2. Атакора (фр. Atacora), адм. центр — Натітінгу (фр. Natitingou);
3. Атлантичний (фр. Atlantique), адм. центр — Уїда (фр. Ouidah);
4. Боргу (фр. Borgou), адм. центр — Параку (фр. Parakou);
5. Веме (фр. Ouémé), адм. центр — Порто-Ново (фр. Porto-Novo);
6. Донга (фр. Donga), адм. центр — Джугу (фр. Djougou);
7. Коллін (фр. Collines), адм. центр — Савалу (фр. Savalou);
8. Куффо (фр. Couffo), адм. центр — Аплахуе (фр. Aplahoué);
9. Літораль або Береговий (фр. Littoral), адм. центр — Котону (фр. Cotonou);
10. Моно (фр. Mono), адм. центр — Локосо (фр. Lokossa);
11. Плато (фр. Plateaux), адм. центр — Сакете (фр. Sakété);
12. Зу (фр. Zou), адм. центр — Абомей (фр. Abomey).

## Збройні сили

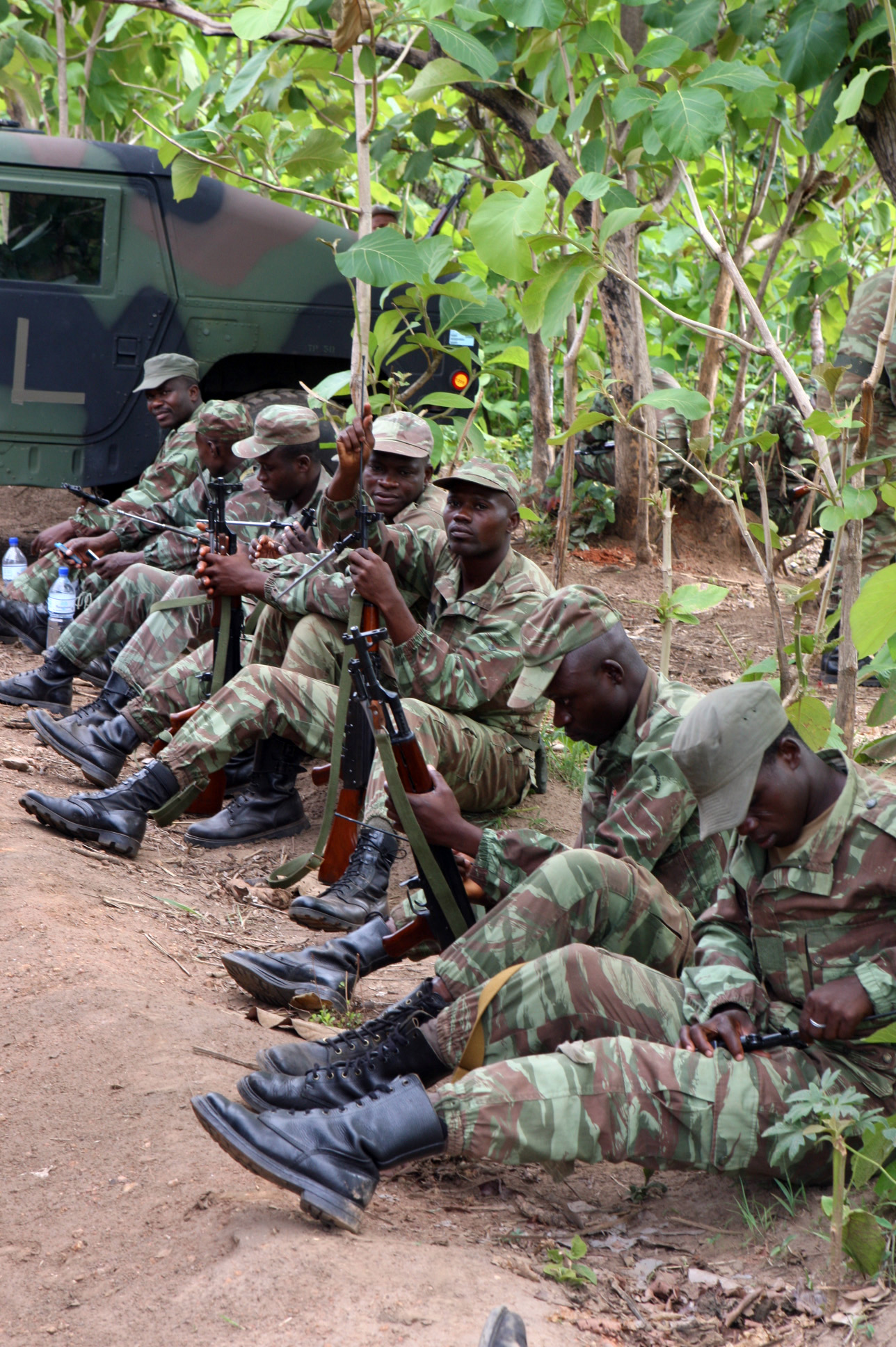
Військовий загін Бенінської армії на відпочинку

Чисельність збройних сил у 2000 році складала 4,75 тис. військовослужбовців. Загальні витрати на армію склали 37 млн доларів США.

## Географія

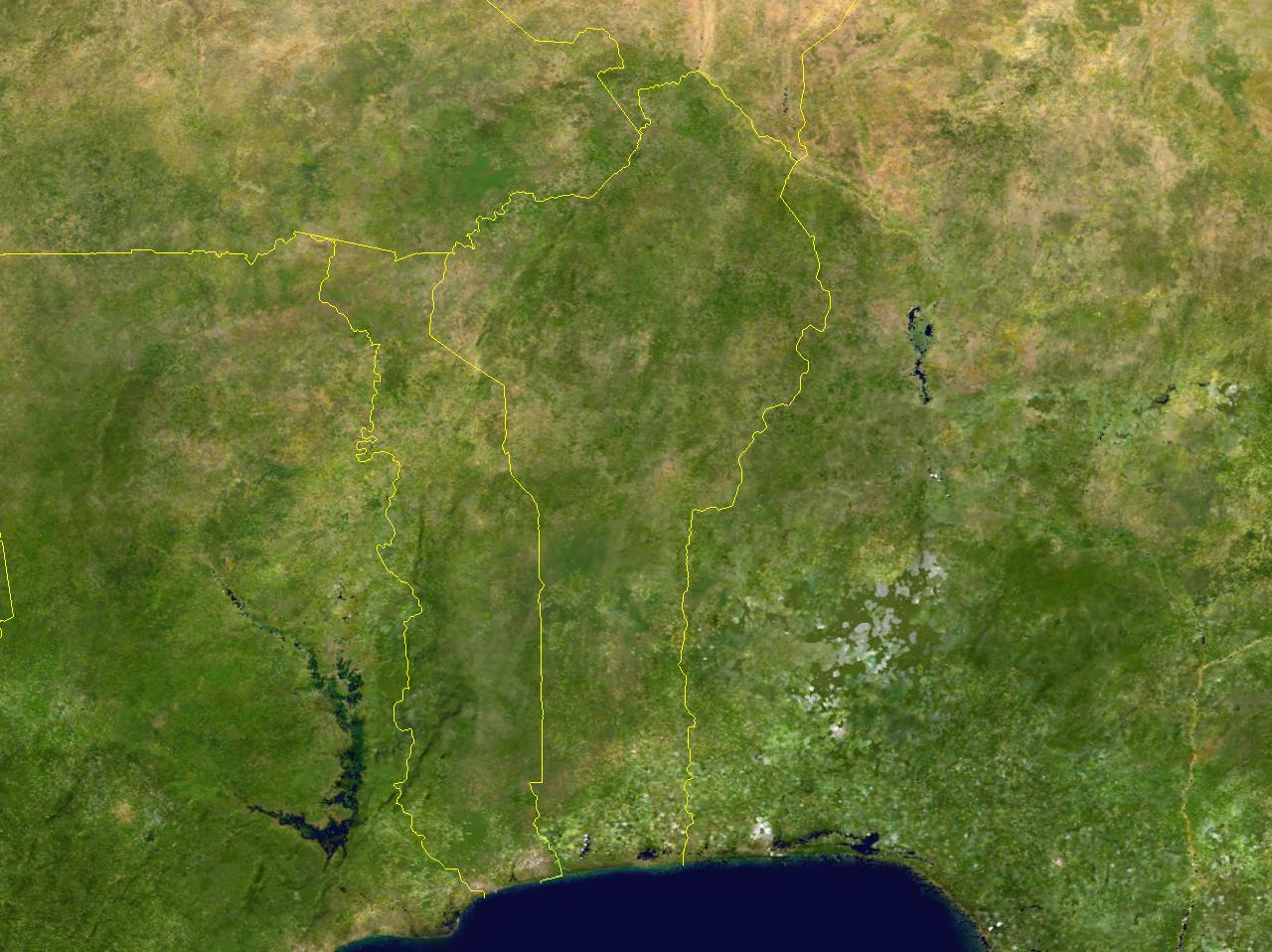
Супутниковий знімок території Беніну

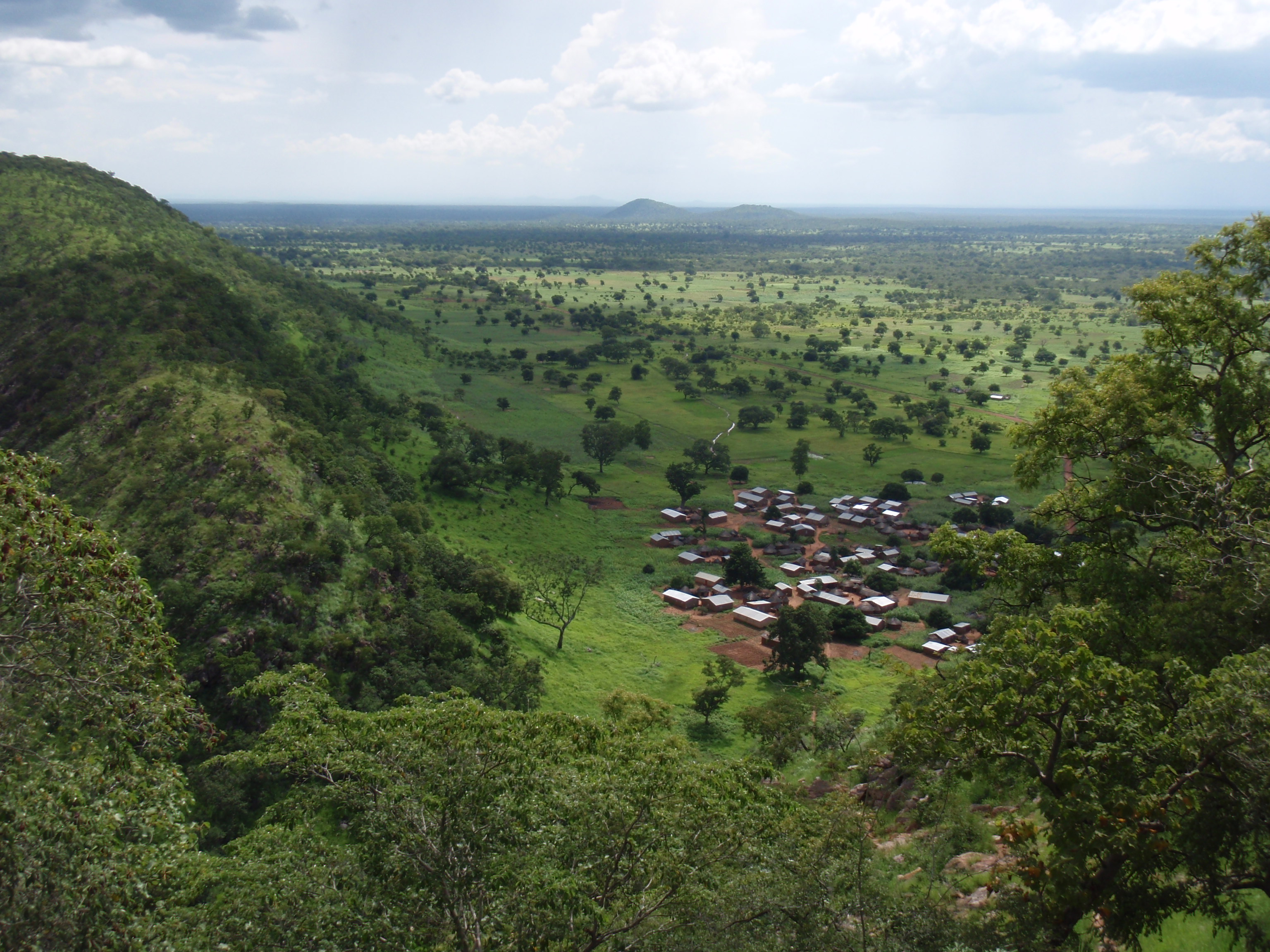
Гори Атакора в Північному Беніні, останці денудації

### Географічне положення
Держава розташована в Західній Африці на теренах Західного Судану та частини Гвінейського узбережжя. Територія країни витягнута в меридіональному напрямку від узбережжя Гвінейської затоки в глиб материка на 670 км. Площа країни — 112,6 тис. км². На заході межує з Того (спільний кордон — 620 км); на півночі — з Буркіна-Фасо (270 км) і Нігером (190 км); на сході — з Нігерією (773 км). На півдні омивається водами Бенінської затоки, частина Гвінейської (125 км), берегова лінія розчленована слабко.
Країна розташована на плоскій і горбистій території, на північному сході протікає річка Нігер.

### Рельєф
Територія Беніну поділяється на 4 субширотних фізико-географічних пояси. Уздовж берега тягнеться плоска піщана низовина завширшки від 1,5 до 5 км. За нею слідує система лагун і солоних боліт, які поступово заносяться мулом і піском. Дві лагуни — Нокуе і Ахемена — мають вихід до моря. Далі на північ лежить плато з середніми висотами 200—400 м, де переважають рідколісся та савани. Місцями зустрічаються низькі гори — останці денудації, а також субширотні зниження, зайняті болотами. Усі ці пояси в сукупності складають Нижній Бенін. Північну частину країни — Верхній Бенін — займає плато, заввишки понад 500 м, складене гранітами і гнейсами. У його північно-західній частині виділяються низькі лісисті гори Атакора, витягнуті з південного заходу на північний схід. У цих горах є найвища точка країни — 681 м над рівнем моря.

### Клімат
Клімат південних прибережних районів екваторіальний, жаркий і вологий, з середньорічною температурою 27 °C. Виділяються два сезони дощів — вологіший, з середини березня до середини липня, і менш вологий, з середини вересня до кінця листопада. Пом'якшуючий вплив на клімат роблять морські бризи.
У північних районах Беніну клімат субекваторіальний. Середні місячні температури 24—30 °C. Сезон дощів триває з квітня по жовтень. Середня річна кількість опадів коливається від 800 до 1500 мм.

### Гідрологія
Нижній Бенін дренується річками Моно і Веме (в нижній течії судноплавна), що течуть з півночі на південь і впадають до Гвінейської затоки. Північну частину плато Верхнього Беніну дренують річки Аліборі, Мекре, Сота та інші притоки річки Нігер, що являє собою державний кордон на північному сході країни.

### Ґрунти і рослинність
Переважають червоні латеритні ґрунти. Більша частина Верхнього Беніну вкрита саванами. На узбережжі поширені вологі тропічні ліси, що ще донедавна вкривали близько 20 % території Беніну.

## Економіка
Бенін — відстала аграрна держава. Валовий внутрішній продукт (ВВП) у 2006 році склав 8,9 млрд доларів США (142-ге місце у світі); що у перерахунку на одну особу становить 1,1 тис. доларів (172-ге місце у світі). Він майже не зріс від 1996 року, коли ВВП країни склав близько 8,5 млрд доларів США, або 1,44 тис. американських доларів у перерахунку на душу населення. Промисловість разом із будівництвом становить 14 % від ВВП держави; аграрне виробництво разом із лісовим господарством і рибальством — 33 %; сфера обслуговування — 53 % (станом на 2006 рік). 
Згідно з переписом 1992 року в країні налічувалося близько 900 тис. найманих робітників. Всюди, особливо в прибережних містах, велика частка безробітних і частково зайнятих. Влада Беніну планує залучати іноземні інвестиції, насамперед для розвитку туристичного бізнесу. Приблизно 10 % ВНП експортується. Після тривалого застою в 1996 році почався підйом економіки, темпи її зростання оцінюються в 5,5 % на рік.
Надходження в державний бюджет Беніну за 2006 рік склали 0,8 млрд доларів США, а витрати — 1,1 млрд; дефіцит становив 37,5 %. Постійний дефіцит бюджету компенсується за рахунок субсидій Франції та країн Ради згоди, куди, крім Беніну, входять Кот-д'Івуар, Буркіна-Фасо, Нігер і Того. Майже всі інвестиції в державний сектор надходять із Франції та інших країн ЄС.

### Валюта
Національною валютою країни слугує франк КФА.

### Промисловість
Головними галузями промисловості є харчова і текстильна. Велика частина промислових підприємств пов'язана з переробкою сільськогосподарської сировини. Основу промисловості становлять заводи з виробництва пальмової олії. 1975 року одержували 9,2 тис. тонн пальмової та 12,8 тис. тонн пальмо-ядрової олії. Бавовноочисні заводи, текстильні фабрики, автоскладальні підприємства (з імпортних деталей), цементний та електроламповий заводи тощо. Промисловість будівельних матеріалів. Розвинуті кустарні промисли. Головні промислові центри — Котону, Порто-Ново, Параку.

### Гірнича промисловість
На шельфі знайдена нафта і природний газ, але вони не розробляються. У країні є запаси таких корисних копалин, як залізна руда, золото, фосфорити, мармур, що практично не експлуатуються.

### Енергетика
За 2004 рік було вироблено 82 млн кВт·год електроенергії (експортовано 0 млн кВт·год); загальний обсяг спожитої — 577 млн кВт·год (імпортовано 500 млн кВт·год із Гани).
У 2004 році споживання нафти склало 14 тис. барелів на добу (власна нафта з родовищ на шельфі не видобувається), природний газ не видобувається і не використовується в господарстві.

### Агровиробництво

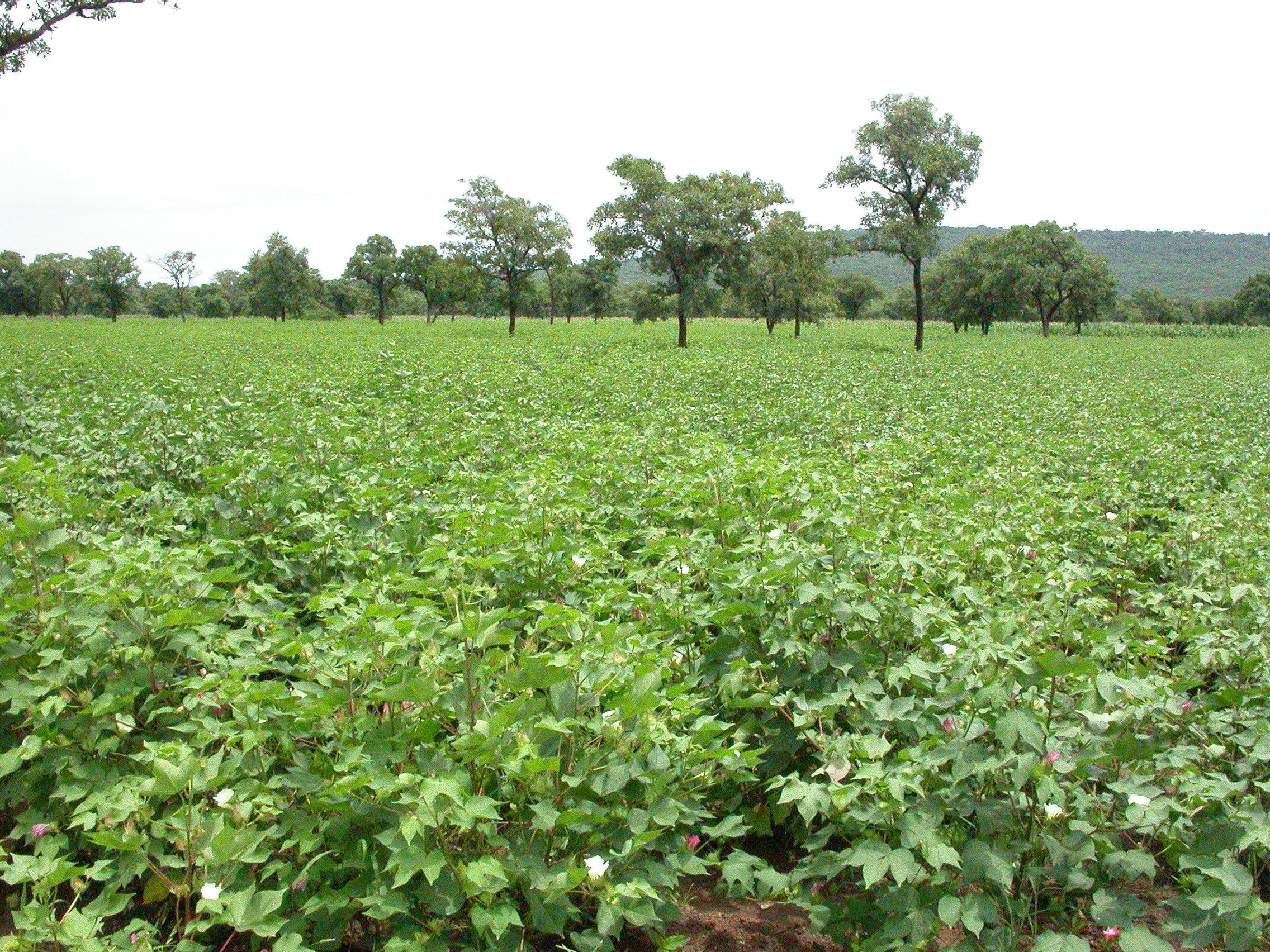
Плантації бавовнику в північному Беніні

У сільськогосподарському обробітку знаходиться 12 % площі держави. Бенін — аграрна країна, його економіка базується на натуральному сільському господарстві (кукурудза, тапіока, ямс, а на півночі — просо і сорго) і на вирощуванні бавовнику. Найважливішою товарною культурою є олійна пальма, яка з 1970-х років вирощується на великих плантаціях. У багатьох північних районах широко культивується бавовник, тоді як на півдні він має локальне поширення.
У ряді районів Беніну, особливо на півночі, розводять овець і кіз (2—2,25 млн голів), велику рогату худобу (1 млн голів) і домашню птицю (5,5 млн голів). У лагунах на півдні країни розвинене рибальство.

### Транспорт
Довжина залізничної мережі, що дісталася в спадок від колоніального періоду, становить 580 км. Протяжність інших наземних доріг сягає 9 тис. км, однак тверде покриття мають тільки 3 дороги. Одна з них прокладено вздовж морського узбережжя і забезпечує зв'язок із Того і Нігерією, інша прокладена неподалік від західного кордону з виходом до Буркіна-Фасо, а третя, на сході країни, виходить до річки Нігер і продовжується на території Республіки Нігер. Морський порт і міжнародний аеропорт побудовані в Котону.

### Туризм
У 1996 році Бенін відвідало 203 тис. іноземних туристів, що дало прибуток у 27 млн доларів США.

### Зовнішня торгівля

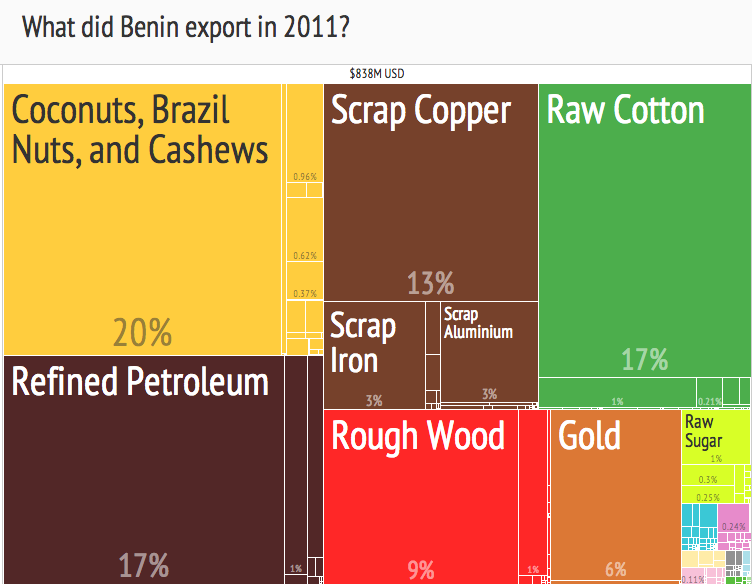
Структура бенінського експорту в 2011 році

Основні торговельні партнери Беніну: Китай, Франція, Індонезія, Індія, Нігер, Гана, Того, Кот-д'Івуар, США, Лівія, Марокко, Бразилія, Португалія, Таїланд та Японія.
Держава експортує: кокосова олія, нафта, нафтопродукти, бавовна, арахіс, овочі, какао, горіхи кеш'ю, золото, мідь, залізо, цемент, деревину, цукор, морепродукти. Основні покупці: Китай (31 %); Індонезія (8 %); Індія (7 %), Нігер (6 %), Того (5 %). 2006 року вартість експорту склала 563 млн доларів США. 1995 року вартість експорту складала 300 млн доларів США
Держава імпортує: текстиль, харчові продукти, товари машинобудування, паливо. Основні імпортери: Франція (21,5 %); Гана (7 %); Кот-д'Івуар (7 %); Китай (7 %). 2006 року вартість імпорту склала 927 млн доларів США. 1995 року вартість імпорту складала 380 млн доларів США.

## Населення

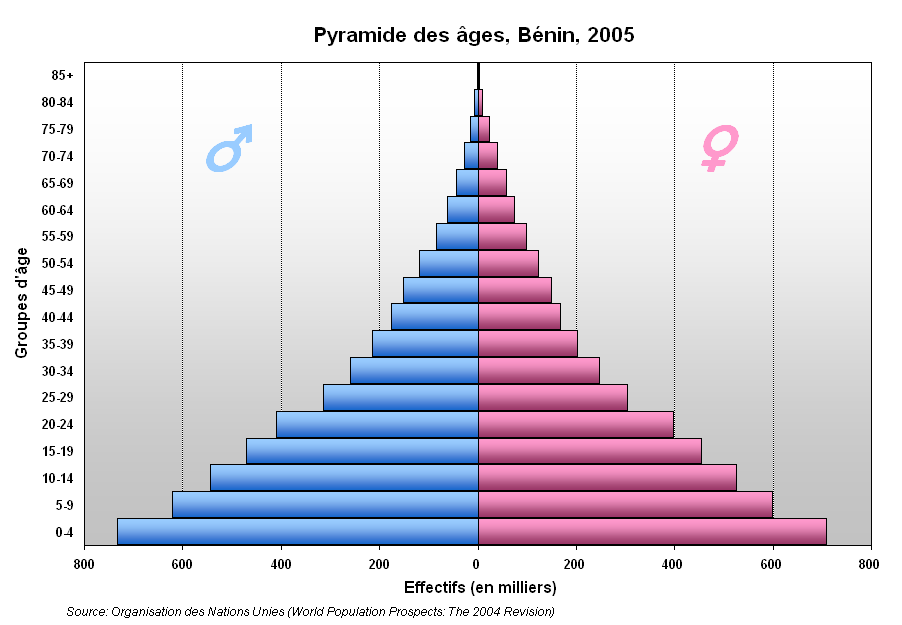
Вікова піраміда населення Беніну

Чисельність населення — 8,8 млн (оцінка станом на липень 2009 року). Населення у 1998 році становило 5,881 млн чоловік, згідно з переписом 2002 року — 6,769 млн. Найнаселеніші південні райони. Річний приріст населення — 3 % (оцінка 2009 року). Густота населення: 57,4 осіб/км² (105-те місце у світі). 1950 року населення країни становило 1,6 млн; у 1970-му — 2,7 млн; у 1980-му — 3,6 млн. Згідно зі статистичними даними за 2006 рік народжуваність 38,9 ‰; смертність 12,2 ‰; природний приріст 26,7 ‰.
Вікова піраміда населення виглядає наступним чином (станом на 2006 рік):
- діти віком до 14 років — 44 % (1,7 млн чоловіків, 1,7 млн жінок);
- дорослі (15—64 років) — 53,5 % (2,1 млн чоловіків, 2,1 млн жінок);
- особи похилого віку (65 років і старіші) — 2,5 % (0,08 млн чоловіків, 0,11 млн жінок).

### Урбанізація
Рівень урбанізованості в 2000 році склав 39 %. Більша частина міського населення живе в найбільшому промисловому і діловому центрі країни, єдиному портовому місті Котону (690,5 тис. осіб, 536,8 тис. у 1992 році) і столиці Порто-Ново (223,5 тис. осіб, 179 тис. у 1992 році), а також у містах Параку (економічний центр північної частини, 188,9 тис. осіб, 103,6 тис. у 1992 році) і Джугу (181,9 тис. осіб, 136,5 тис. у 1992 році).

### Етнічний склад

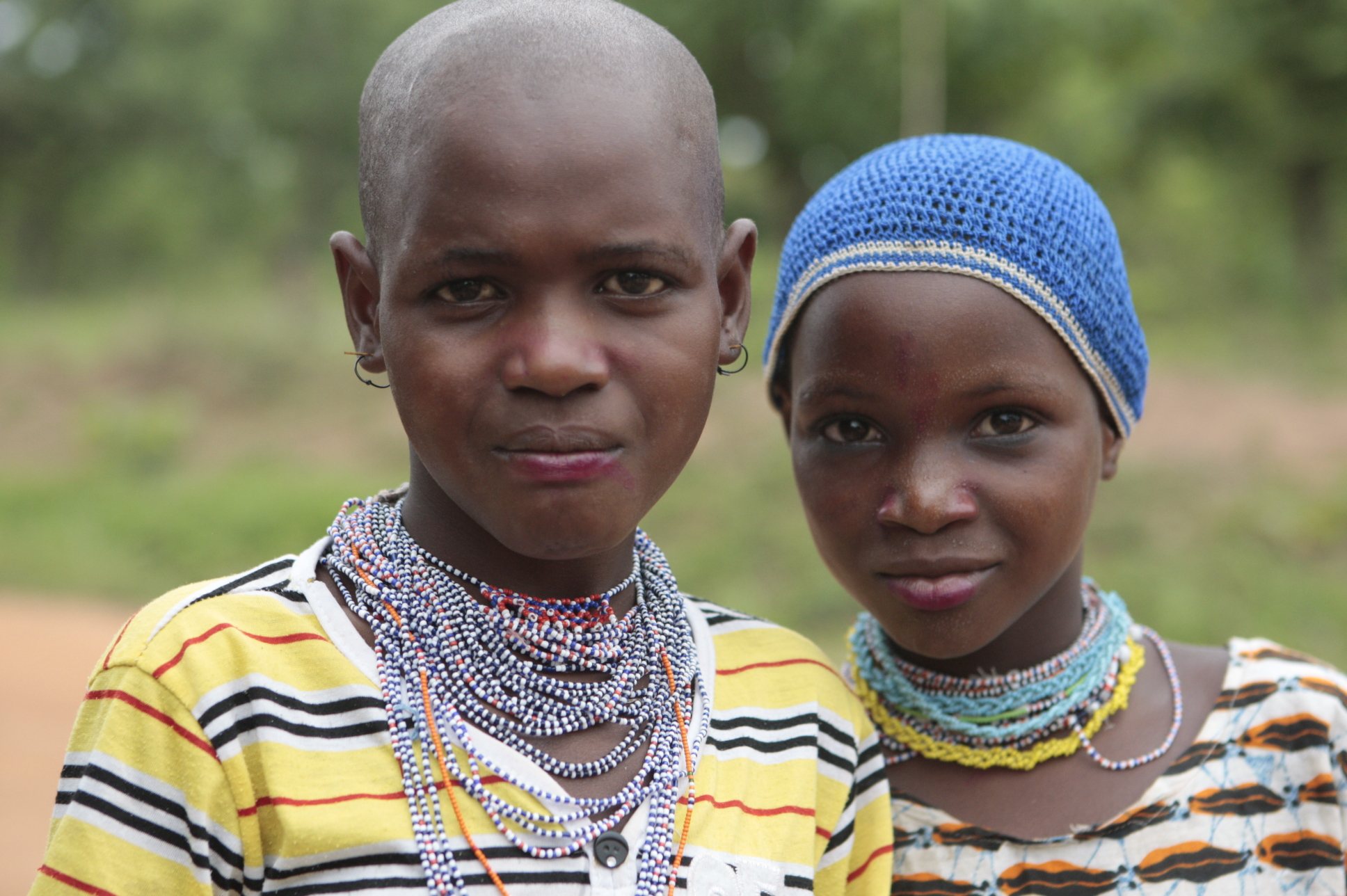
Молоді дівчата з Ванрару

Бенін населяють споріднені народи з трьох груп: східні еве (або уатчі), що розмовляють мовою тві, йоруба (або анаген) і вольтійська група (або гур). Загальна етнічна розмаїтість становить більше 60 народів. До групи еве, частина якої живе на території Гани, належить народність фон (близько 65 % населення країни) і споріднені народи аджа, аізо, педа, міну та пла. У минулому ці народи створили розвинену державність і досягли високого рівня мистецтва і ремесел. Вірування цих народів, провідну роль у яких грають другорядні божества — воду (вуду), включають як місцеві, так і завезені елементи. Деякі з них у зміненому вигляді повернулися до Африки з островів Вест-Індії, куди вони потрапили разом із невільниками-африканцями. Серед шанувальників вуду чимало католиків, в сімейних обрядах присутні ритуали, запозичені з обох релігій. Серед народів вольтійской групи центрального і північного Беніну виділяються барба (або баріба) і сомба. Їх вірування концентруються навколо бога Землі, який здійснює зв'язок народу з годувальницею-землею. Йоруба на півдні Беніну, як і йоруба південно-західній Нігерії, живуть головним чином у містах. Хоча традиційне заняття йоруба сільське господарство, в Беніні вони досягли успіху як торговці.
У країні в напівпустельних районах Сахелю також проживають скотарі фульбе. Частина їх розселилася в сільськогосподарських районах центрального і південного Беніну серед інших народів, а інші зберегли напівкочовий спосіб життя і займаються скотарством на півночі країни.
У містах незначна кількість європейців (переважно французів), сирійців, ліванців та інших.

### Мови
Державна мова: французька. Повсюдно поширені мови фон, йоруба (переважають на півдні країни) і хауса, а також різні мови племен на півночі країни.

### Релігії

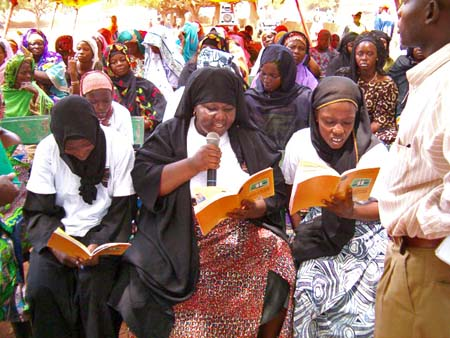
Християни співають релігійні гімни

Головні релігії держави: анімізм — 62 % населення, католицтво — 21 %; іслам — 15 %. За даними офіційного перепису 2002 року: християни 42,8 %, мусульмани 24,4 %, водуїсти 17,3 %, інші 15,5 % (за переписом 2002 року).
У 1972 році було прийнято декрет про відокремлення церкви від держави та школи (більшість початкових шкіл було створено при католицьких місіях).

### Охорона здоров'я
Очікувана середня тривалість життя в 2006 році становила 53 роки: для чоловіків — 51,9 року, для жінок — 54,2 року. Медичне обслуговування в країні розвивається доволі повільно. Лікарів готують за кордоном. Смертність немовлят до 1 року становила 80 ‰ (станом на 2006 рік). Рівень дитячої смертності у віці до 5 років у Беніні був одним із найвищих у світі. Населення забезпечене місцями в стаціонарах лікарень на рівні 1 ліжко-місце на 750 жителів; лікарями — 1 лікар на 11,3 тис. жителів (станом на 1996 рік). 1971 року ліжковий фонд становив 3192 лікарняні ліжка, тобто 1,2 ліжка на 1 тис. жителів. 1974 року медичну допомогу надавали 84 лікарі, тобто 1 лікар на 35 тис. жителів. Протягом 1980-х років менше 30 % населення мали доступ до медичної допомоги. Витрати на охорону здоров'я в 1990 році складали 4,3 % від ВВП країни.
Зараженість на ВІЛ — 1,2 % (оцінка 2007 року). Основні хвороби: тропічна малярія, жовта гарячка, шистосомози тощо.
У 1993 році 50 % населення було забезпечено чистою питною водою.

### Освіта
Рівень письменності у 2003 році становив 33,5 %: 46,4 % серед чоловіків, 22,6 % серед жінок. Проводиться кампанія ліквідації неписьменності.
1972 року в Беніні було запроваджено обов'язкову безплатну початкову освіту. Прийнято декрет про відокремлення церкви від держави та школи від церкви. Неповні навчальні заклади називаються колежі, повні — ліцеї та нормальні школи. Вищу освіту здобувають за кордоном та в університеті Котону (заснований у 1970 році). 1975 року навчалось 1180 студентів.

### Інтернет
У 2001 році всесвітньою мережею Інтернет у Беніні користувались 10 тис. осіб.

## Культура
У країні створено декілька науково-дослідних інститутів, що займаються дослідженням та збереженням історико-культурної спадщини країни. У Порто-Ново — Національна бібліотека, в Котону — бібліотека університету, Музей Беніну в Котону, Історичний музей у місті Абомей.

### Архітектура

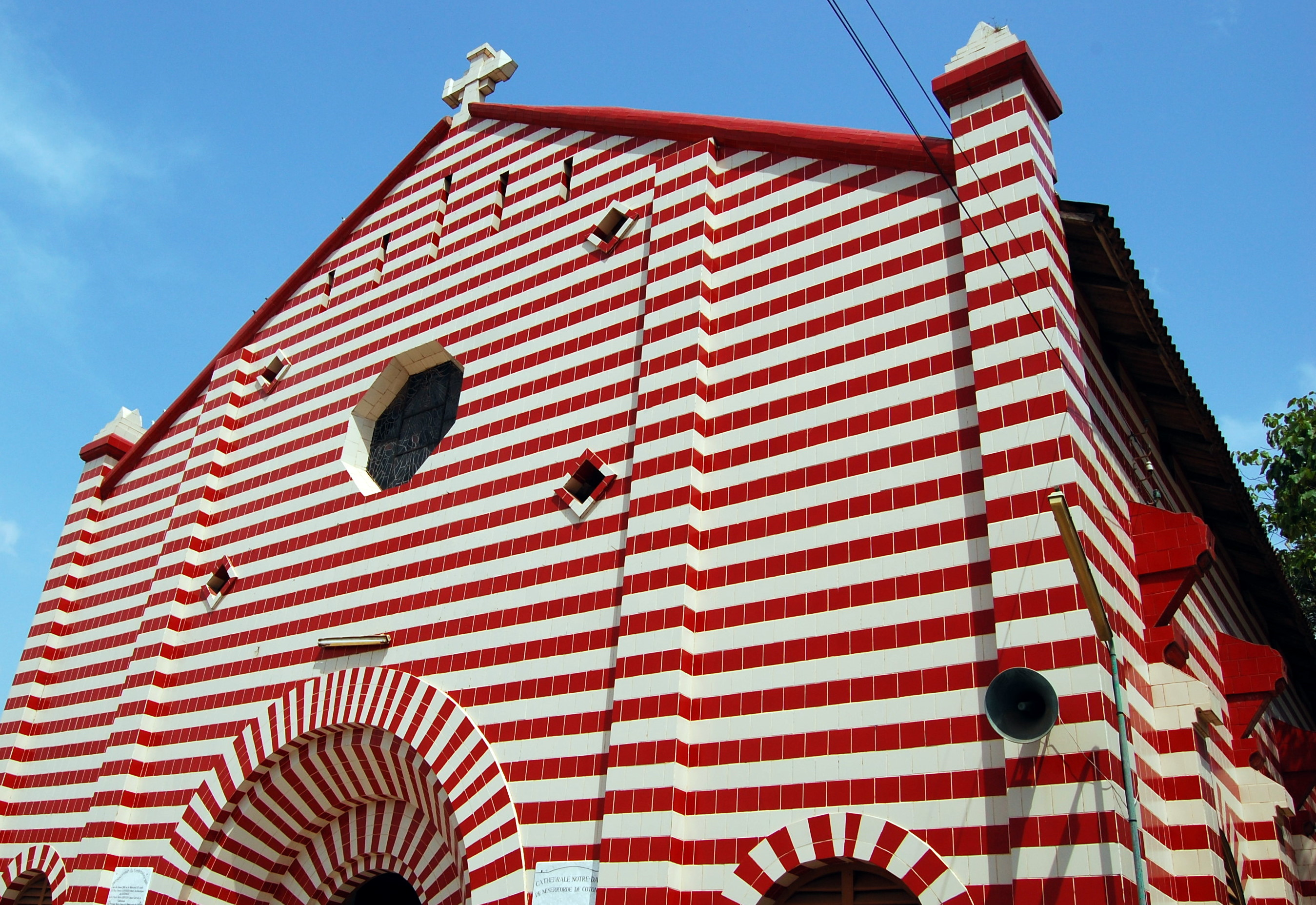
Кафедральний католицький собор Богоматері Милосердя в Котону

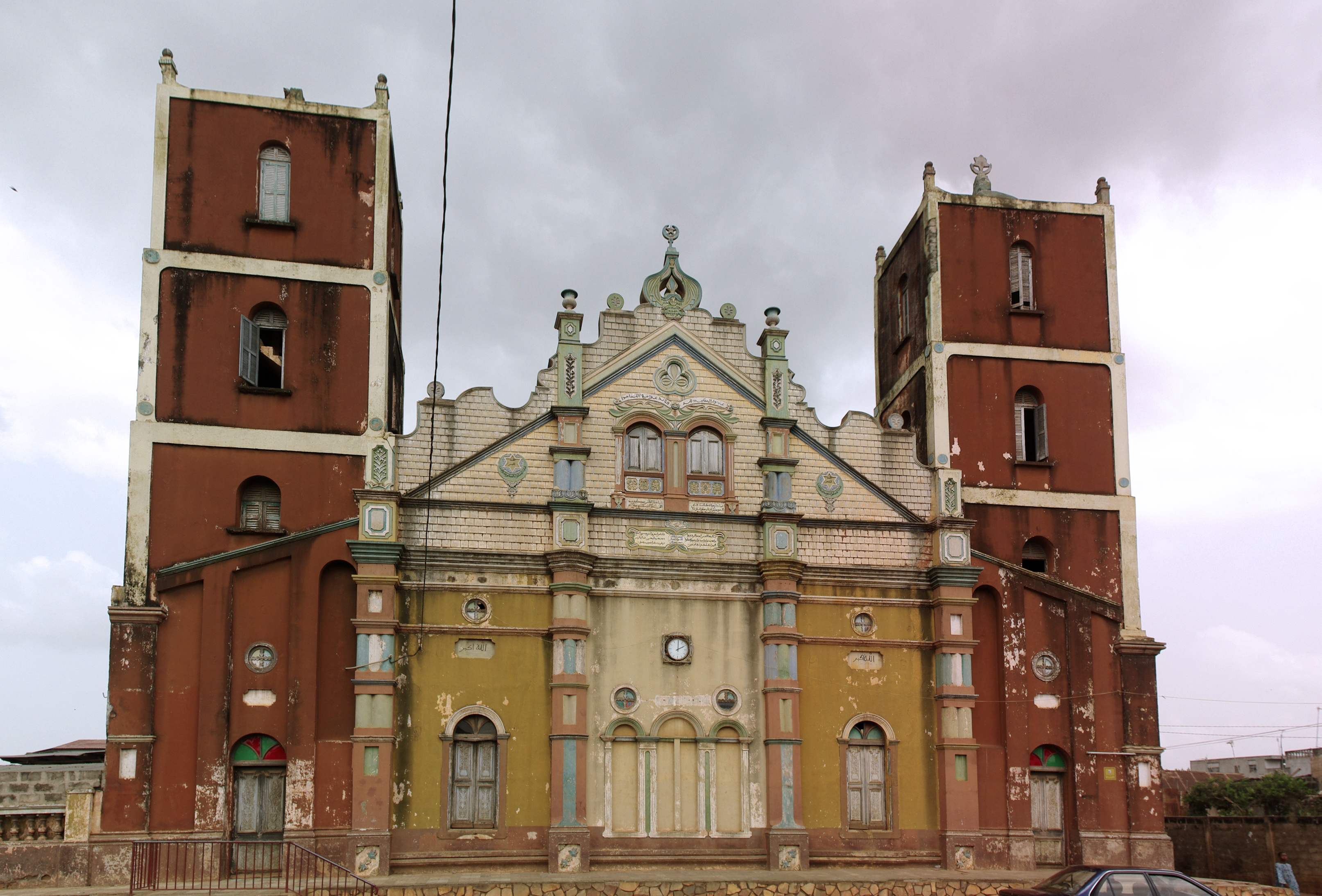
Велика мечеть у Порто-Ново

Народні житла в Беніні глинобитні, прямокутні або круглі в плані, з солом'яною чи трав'яною покрівлею, яка значно виступає за площину стіни. Палаци й храми подібні до звичайного житла, відрізняються лише розмірами. Планування поселень та невеликих міст довільне.

### Образотворче мистецтво

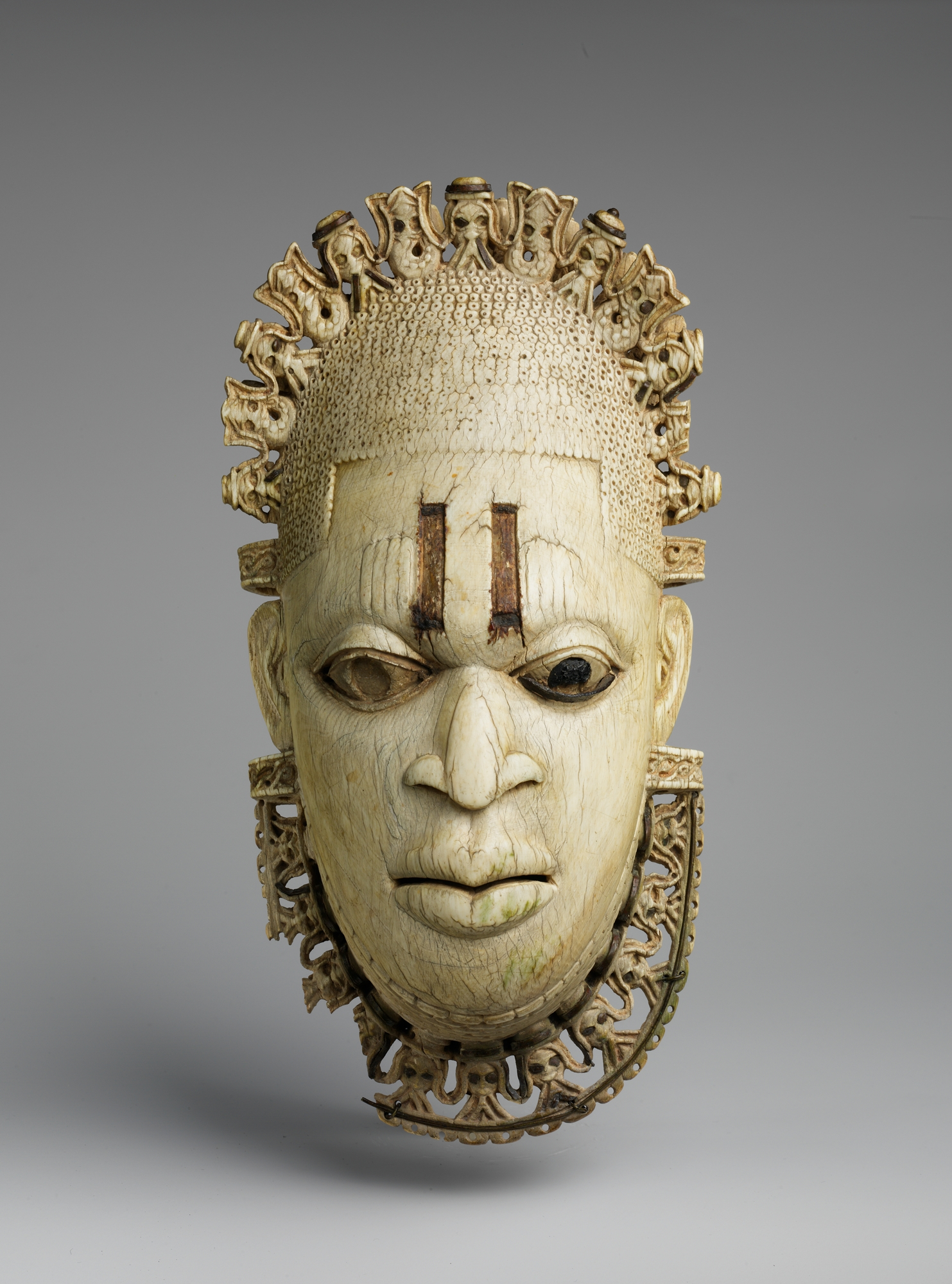
Маска зі слонової кістки, XVI століття, Музей мистецтва Метрополітен, Нью-Йорк

Здавна в Дагомеї високого розвитку набули художні ремесла: кераміка, литво, різьблення по дереву й слоновій кістці, вишивання та аплікація. За восковими моделями відливаються бронзові й срібні зображення людей і тварин, сцен полювання.

### Театр
В основі театрального мистецтва Беніну — релігійні обряди й ритуали, народні побутові танці, пантоміми тощо. Вистави ставлять переважно аматорські гуртки на п'єси Ж. Плія та інших. 1966 року ансамбль артистів Беніну виступав із гастролями в СРСР.

### Кухня
Кухня Беніну — одна з найкращих у Західній Африці. Основою для більшості страв служить батат (ямс), який бенійці називають ігнаме. У раціон місцевих жителів входять також рис, кускус, перець піман і арахісовий соус із куркою або рибою. Цінителі незвичайних алкогольних напоїв зможуть спробувати в Беніні місцеве пиво La Beninoise, пальмове вино. Найстійкішим пропонується настоянка з проса під назвою чапалло і місцевий самогон содабе.
Бенінська кухня складається переважно з овочів і коренеплодів. Але також поширені і м'ясні страви. Молочні страви не поширені, але сир є частим інгредієнтом різних страв.
Головна національна страва бенінців — каша з ямсу під назвою «фуфу». За смаком вона схожа на мамалигу, тільки більш в'язка. У чистому вигляді фуфу є тяжкою, тому її поливають соусами. Їхнє прислів'я говорить: «У кого є суп, той не буде їсти фуфу». Сам ямс — родич картоплі, плоди досягають величезних розмірів і часто можна побачити їх складеними штабелями вздовж дороги як колоди.
Також існує м'який сир із козячого молока. Його нарізують на неправильної форми шматки і смажать у соусі до утворення кірки, тому зовні цей сир схожий на смажене м'ясо. Вся бенінська їжа дуже гостра через використання різних соусів. Інші страви загальноафриканські — рис, макарони, брошет та ін. Фрукти дуже дешеві, а манго і банани бувають безкоштовними. Ананасів теж багато. Трапляється і виноград, який перед продажем мочать у холодній воді. Дуже смачно, але дорого. З гарячих напоїв є тільки розчинна кава. Її прийнято змішувати зі згущеним молоком і розливати в невеликі миски. Цю каву треба не пити, а мочати в неї хліб. Холодні напої — біссап і натуральний лимонний сік, розведений солодкою водою (цитронад).

### Свята
Національне свято — День проголошення незалежності відзначають 1 серпня. Національний день припадає на 30 листопада. У травні відзначають міжнародний день праці 1 травня та день поминок — 31 травня. 26 жовтня — День збройних сил країни.
На травень-червень припадає місцеве свято — день духів. 1997 року Бенін також узаконив 10 січня як офіційне свято вуду.
Загально відзначаються католицькі свята: Пасха, Троїця, День Успіння пресвятої Богоматері Діви Марії — 15 серпня, День усіх святих — 1 листопада, Різдво — 25 грудня. Мусульманські: Табаскі (день жертвоприношення — Курбан-байрам) наприкінці грудня — початку лютого, День народження пророка Мухамеда, Ід аль-мірадж (раджаб-байрам) — у жовтні, Ід аль-Фітр (Ураза-байрам) — у жовтні-листопаді.

### Засоби масової інформації
Основні періодичні видання: «Журналь офісьєль де ла Репюблік Попюлер дю Бенін» («Офіційний журнал Народної Республіки Бенін»), «Еузу» («Революція», з 1975 року), «Круа дю Бенін» («Бенінський хрест», з 1946 року). Урядове інформаційне агентство преси Беніну засноване у 1973 році; урядове Управління радіомовлення і телебачення — у 1975 році.